# Chimaera ogilbyi
Chimaera ogilbyi is een vis uit de familie kortneusdraakvissen. De vis komt voor in de Grote Oceaan en de Indische Oceaan met name de open wateren rond Australië. De vis komt voor op diepten van 40 tot 524 m en kan een lengte bereiken van 102 cm.